# Ozan Ceyhun
Ozan Ceyhun (ur. 10 października 1960 w Adanie) – niemiecki polityk tureckiego pochodzenia, poseł do Parlamentu Europejskiego w latach 1998–2004.

## Życiorys
Studiował na Uniwersytecie Hacettepe w Ankarze. Na początku lat 80. wyemigrował do Austrii i następnie do Republiki Federalnej Niemiec, gdzie kontynuował studia. Zaangażował się w działalność Zielonych w Hesji. Był zatrudniony w administracji klubu poselskiego tej partii w Bundestagu. Zasiadał w jej zarządzie krajowym. W latach 1993–2000 i 2000–2009 był radnym powiatu Groß-Gerau.
W 1998 z ramienia Związku 90/Zielonych objął mandat wakujący posła do Parlamentu Europejskiego IV kadencji. W 1999 z powodzeniem ubiegał się o reelekcję na V kadencję. W 2000 przeszedł do Socjaldemokratycznej Partii Niemiec, w Europarlamencie wstąpił do grupy socjalistycznej. Pracował m.in. w Komisji Wolności i Praw Obywatelskich, Sprawiedliwości i Spraw Wewnętrznych. W PE zasiadał do 2004.
Pracował później w przedstawicielstwie Hesji w Brukseli (do 2007), po czym przeszedł do sektora prywatnego.